# Haytham Dheeb
Haytham Dheeb (3 de dezembro de 1986) é um futebolista profissional palestino que atua como defensor.

## Carreira
Haytham Dheeb representou a Seleção Palestina de Futebol na Copa da Ásia de 2015.